# Lee Da-hee
Dans ce nom coréen, le nom de famille, Lee, précède le nom personnel.
Lee Da-hee, née le 15 mars 1985, est une actrice et animatrice de télévision sud-coréenne. Elle joué plusieurs séries télévisées telles que I Can Hear Your Voice Sad Love Story et Search: WWW.

## Filmographie

### Série télévisée
- 2022 : Island (아일랜드) : Won Mi-no